# وو جین‌یان
وو جین‌یان (چینی ساده: 吴谨言; پین‌یین: Wú Jǐnyán؛ زادهٔ ۱۶ اوت ۱۹۹۰) بازیگر اهل چین است.

## اوایل زندگی و تحصیلات
وو زادهٔ چنگدو، سیچوآن، چین است. او در سن سه سالگی، کلاس‌های باله را آغاز کرد. در سال ۲۰۰۰ او از زادگاهش با قطار به پکن نقل مکان کرد و به مدرسه رقص وابسته به آکادمی رقص پکن رفت و برای تبدیل شدن به یک بالرین حرفه‌ای تلاش کرد، جایی که او دچار شکستگی‌های متعددی در پایش شد. وو بعداً اعلام کرد که این آسیب‌ها باعث شد تا حرفهٔ دیگری را دنبال کرد. وو جین‌یان در سال ۲۰۱۹ وارد آکادمی فیلم پکن در رشته بازیگری شد.